# Кужеев, Владимир Петрович
Владимир Петрович Кужеев (род. 3 июля 1952) — советский и российский военачальник, генерал-майор в отставке. Кандидат военных наук.

## Биография
Родился 3 июля 1952 года в станице Новоосетинской в Северной Осетии в семье служащего — Петра Павловича и школьной учительницы — Александры Ивановны.
Учился в Новоосетинской средней школе № 10. В 1973 году окончил Орджоникидзевское (Владикавказское) высшее военное общевойсковое дважды Краснознаменное училище имени А. И. Еременко, получив звание лейтенанта, и был назначен командиром мотострелкового взвода в Центральную группу войск в Чехословакии. С 1976 по 1980 годы служил в Приморье и на Курилах в Дальневосточном военном округе.
После окончания Военной академии имени Фрунзе В. П. Кужеев был направлен в Закавказский военный округ (Группа Российских войск в Закавказье), где  проходил службу в должности начальника штаба и командира мотострелкового полка, заместителя командира и командира дивизии, командира военной базы. Служил в Батуми (Аджария), затем — в Армении.
В 1990 году Кужееву было присвоено звание полковника, в 1995 году — генерал-майора. В 1997 году был зачислен слушателем академии Генштаба, которую окончил с золотой медалью и остался в ней преподавать на кафедре стратегии в должности доцента. В запас офицер был уволен в конце 2010 года. Женат, имеет двоих сыновей — Павла и Ивана.
Получил широкую известность в 2012 году из-за сообщений арабских и западных СМИ о его смерти в Сирии.
Фотокопии сирийского удостоверения личности «Генерала Кожиева» — в действительности — генерал-майора В. П. Кужеева, — использовалась западными СМИ для того, чтобы убедить мировую общественность в гипотетическом участии русских военных в боевых действиях в ходе Войны в Сирии (2011—2013)

## Награды
- Награждён орденами «За личное мужество» (1994), «За службу Родине в Вооруженных силах СССР» III степени (1990); медалью СССР «За трудовую доблесть», медалями «300 лет Российскому флоту», «За воинскую доблесть» 1-й степени, «За укрепление боевого содружества», «За трудовую доблесть»,  «За отличие в военной службе» 1-й степени, «60 лет Вооруженных Сил СССР», «70 лет Вооруженных Сил СССР»,«За безупречную службу» 1-й, 2-й и 3-й степеней, медалью и знаком «200 лет Министерству обороны»;
- Также награжден  двумя орденами Сирии «Боевой подготовки» 1-й степени и сирийской медалью  « Боевое содружество».